# モン吉2
『モン吉2』は、モン吉の2枚目のオリジナル・アルバム。2017年12月13日にドリーミュージックから発売された。『モン吉1』の発売から約1年4ヵ月ぶりのアルバム。
収録曲のうち、「RINNE」、「茜空」はMVが制作されている。

## 収録曲

### CD
1. RINNE [4:18]
  - 作詞・作曲 : モン吉
  - TBS「王様のブランチ」 2017年12月度 エンディングテーマ
2. 愛の花 feat.前川真悟(かりゆし58) [5:01]
  - 作詞・作曲 : モン吉/前川真悟/YANAGIMAN
3. HAPPY [3:38]
  - 作詞・作曲 : モン吉/ArmySlick
4. 八王子〜地元愛の賛歌〜 feat.LITTLE(KICK THE CAN CREW) [3:56]
  - 作詞 : モン吉/LITTLE 作曲 : モン吉/LITTLE/Nao the LAIZA
5. EVERYDAY [4:11]
  - 作詞 : モン吉/大知正紘 作曲 : モン吉/関口シンゴ
6. 夢の足跡 feat.八王子の愉快な仲間達 [3:22]
  - 作詞・作曲 : モン吉/八王子の愉快な仲間達
7. ONE DAY [3:37]
  - 作詞 : モン吉 作曲 : モン吉/Nao the LAIZA
8. Dear Mama [4:38]
  - 作詞 : モン吉 作曲 : モン吉/DJ first
9. サヨナラ涙 [4:51]
  - 作詞 : モン吉 作曲 : モン吉/久保田真悟/栗原暁
10. 空唄 [3:38]
  - 作詞 : モン吉/Samuelle (J-Pop) 作曲 : モン吉/DJ first
11. 茜空 [4:14]
  - 作詞 : モン吉 作曲 : モン吉/MANABOON

### DVD (初回限定盤)
- VIDEO CLIP

1. 茜空 (VIDEO CLIP)
2. 愛の花 feat.前川真悟 (VIDEO CLIP)

- モン吉 ぶらり旅 in バンコク2017 〜タイの水かけ祭 ソンクラーン編〜